# Headset

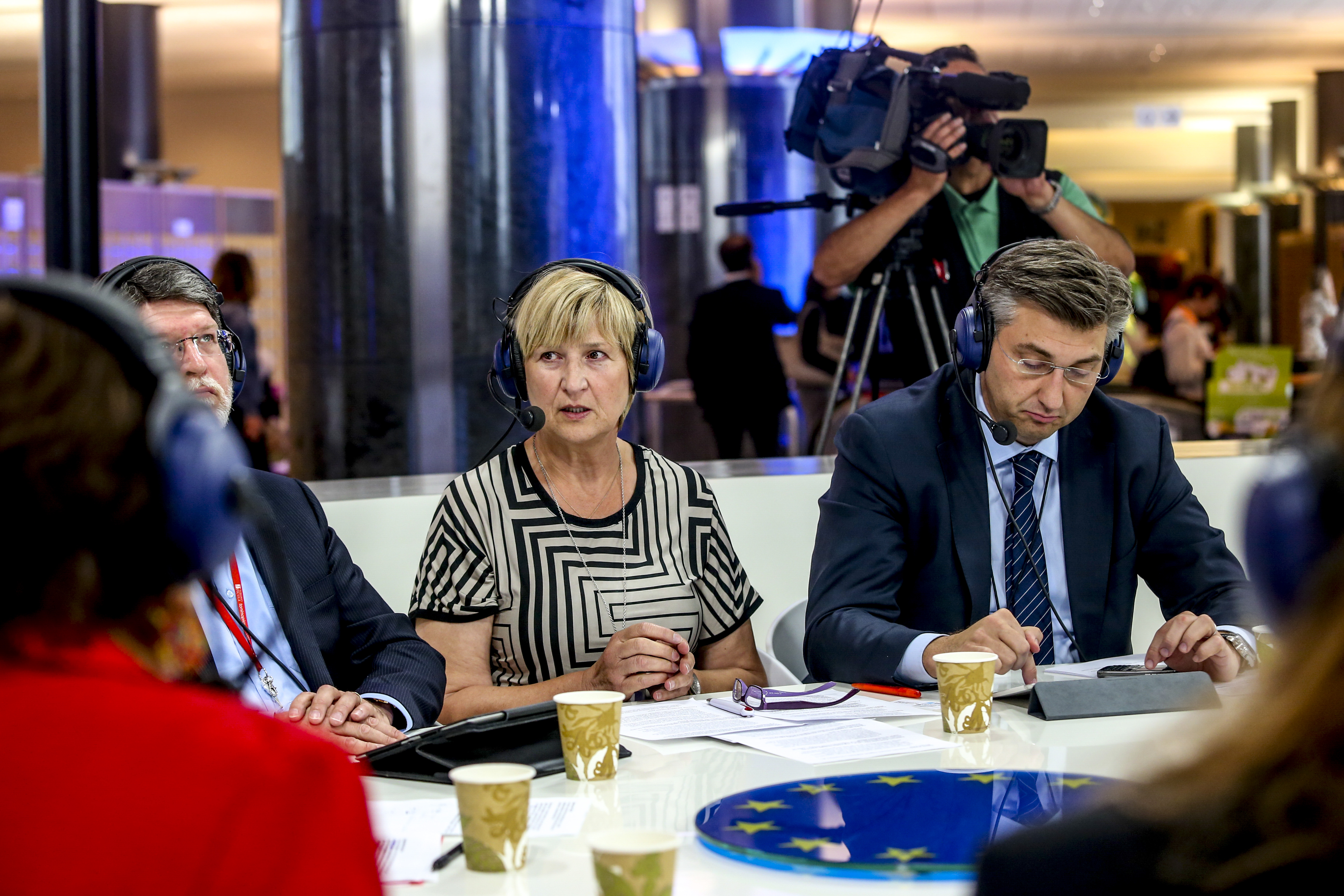
Debatleden met headsets bij een meertalig EU-debat

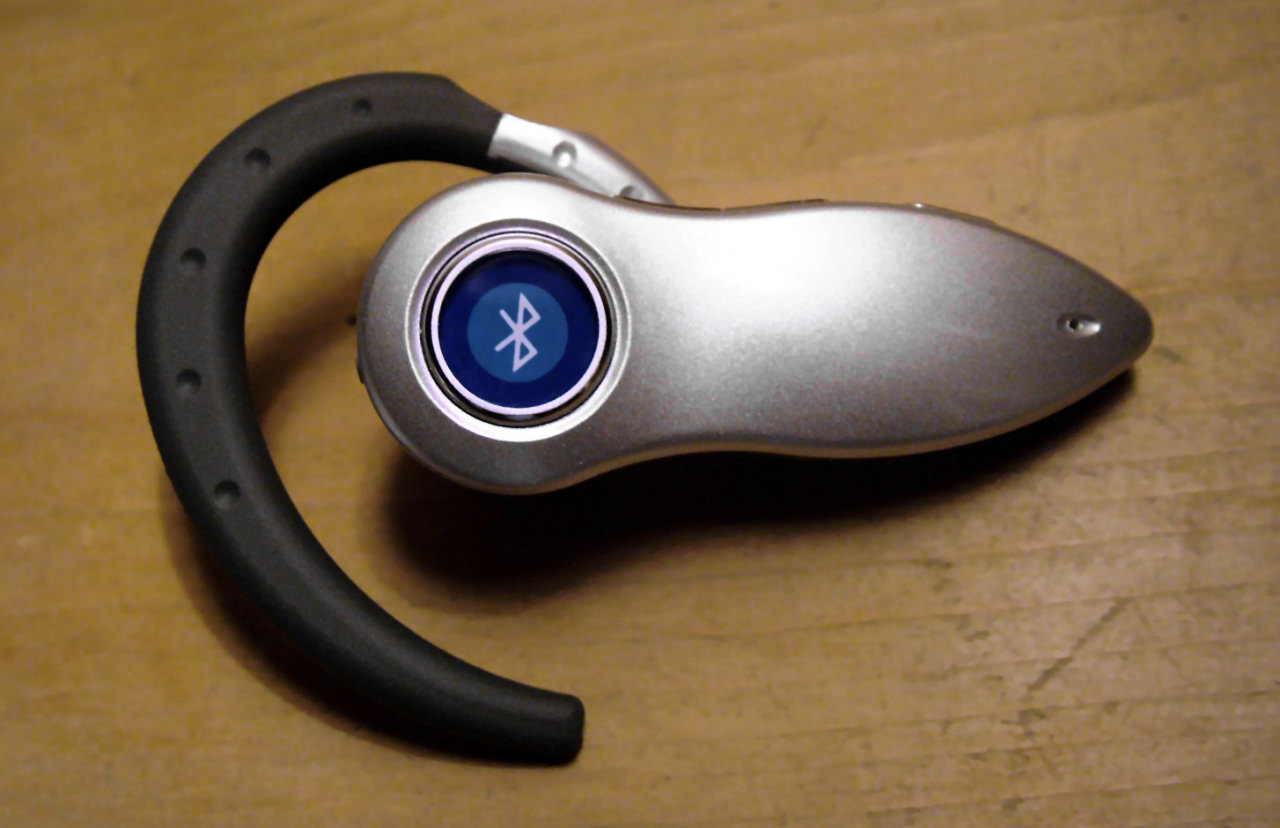
Een Bluetooth-headset

Een headset is een hoofdtelefoon met een microfoon daaraan vast. Met de hoofdtelefoon kan geluid beluisterd worden en met de microfoon kan geluid worden opgenomen.
Er zijn headsets met één luidspreker en met twee. Verder zijn sommige headsets speciaal voor telefoons, meestal noemt men dit een oortje. Een 'oortje' is echter vaak alleen een hoofdtelefoon, zonder dat de microfoon daaraan vastzit. Andere headsets zijn speciaal voor gebruik bij pc's. De meeste headsets voor de computer hebben een 3,5mm-jackplug ('mini jack') of USB-aansluiting, tegenwoordig zijn er ook veel draadloze headsets verkrijgbaar. 
Er zijn ook gespecialiseerde headsets voor gebruik in de luchtvaart, defensie, en entertainment. Ze verschillen van elkaar onder andere in de standaarden voor impedantie en stekkers. Er bestaan ook toestellen met alleen een microfoon en geen luidspreker. Deze worden veelal gebruikt door zangers en zangeressen die op het podium beweeglijk zijn en hun handen vrij willen hebben, zoals drummers en dansers. Vaak werken deze headsets draadloos, dat wil zeggen via een radioverbinding met de versterker. Ook worden deze headsets vaak in zwembaden gebruikt door badmeesters die Aquarobics geven, zodat zij te verstaan zijn boven de muziek en hun handen en voeten vrij hebben de bewegingen voor te doen die de mensen in het water moeten nadoen. Ook lopen ze hiermee niet het risico dat ze zichzelf elektrocuteren door het water dat op de grond ligt. 